# Pär Rådström
Pär Rådström (Stockholm, 1925. augusztus 29. – Stockholm, 1963. augusztus 29.) svéd író, újságíró, rádiós.

## Élete
Apja az író és szerkesztő Karl Johan Rådström volt. 17 éves korában lett újságíró, 1944-ben az Expressen című lapba írt a jazz-ról. 19 évesen a Sveriges Elitorkester menedzsere lett Charlie Normannal, Simon Brehm-mel és Alice Babs-sal együtt. Az esti lapok és a rádió számára vígjátéksorozatokat írt, valamint a rádió és a televízió számára készített szórakoztató műsorokat. Lars Forssell-lel közösen készítette a Två åsnor című politikai kabarét. Sokat utazott, leginkább szintén író barátjával, Stig Claesonnal. 38 évesen, a születésnapján hunyt el Stockholm Högalid kerületében, a Danderyd temetőben nyugszik.
Testvére Hans Rådström matematikus volt. Első felesége 1948 és 1951 közt Brita Ljudmila Nilse, második felesége 1951 és 1960 közt Anne Marie Rådström, harmadik felesége 1960-tól haláláig Gunnel Margareta Kårsell (1931-2020) volt. Gyermekei: Anne Marie Rådström és a szintén író Niklas Rådström.
Magyarul egyetlen tudományos-fantasztikus novellája jelent meg a Galaktika 28. számában 1977-ben Bele sem káprázott a szeme címmel.

## Munkái
- Men inga blommor vissnade, 1946
- Stjärnan under kavajslaget, 1949
- Tiden väntar inte, 1952
- Greg Bengtsson & kärleken, 1953
- Ärans portar, 1954
- Paris – en kärleksroman, 1955
- Ballong till månen, 1958
- Sommargästerna, 1960
- Översten, 1961
- Ro utan åror, 1961
- Mordet, En sörmländsk herrgårdsroman, 1962
- Den korta resan, 1963
- Pär Rådström i press och radio, 1968
- Att komma hem – tio noveller, 1947, 1960, 1982

## Fordítás
- Ez a szócikk részben vagy egészben  a   Pär Rådström című svéd Wikipédia-szócikk ezen változatának fordításán alapul.  Az eredeti cikk szerkesztőit annak laptörténete sorolja fel. Ez a jelzés csupán a megfogalmazás eredetét és a szerzői jogokat jelzi, nem szolgál a cikkben szereplő információk forrásmegjelöléseként.